# Призова лекція Петрі
Призова лекція Петрі (англ. Petrie Prize Lecture) — наукова нагорода, яку Канадське астрономічне товариство (CASCA) раз на два роки вручає видатному астрофізику. Нагороду засновано на вшанування пам'яті канадського астронома Роберта М. Петрі. Лекція Петрі була заснована під егідою Канадського комітету Міжнародного астрономічного союзу (IAU) до створення Товариства та була відновлена Товариством у 1977 році як регулярний захід.
Номінації для участі в лекції Петрі можуть бути зроблені шляхом подання імені номінанта комітету з нагород у будь-який час, і вони повинні походити від принаймні двох членів CASCA з хорошою репутацією.

## Лауреати
Джерело: Канадське астрономічне товариство
- 1970 Алістер Г. В. Кемерон[en]
- 1971 Джессі Леонард Грінстейн
- 1971 Карлайл Сміт Білз
- 1977 Джон Беверлі Оке[en]
- 1979 Джеффрі Бербідж
- 1981 Г’юберт Рівз[en]
- 1983 M. J. Plavec
- 1985 Чарлз Гард Таунс
- 1987 Генрі Метьюз
- 1989 Джеймс Піблс
- 1991 Пітер Б. Стетсон
- 1993 Мартен Шмідт
- 1995 Джордж Гербіґ
- 1997 Алекс Філіпенко[2]
- 1999 Сідні ван ден Берг
- 2001 Джеймс Е. Ганн
- 2003 Мартін Ріс
- 2005 Райнгард Ґенцель
- 2007 Евіна ван Дісхук
- 2009 Скотт Тремейн
- 2011 Ендрю Фабіан[en]
- 2013 Франсуаза Комб[en]
- 2015 Венді Фрідман
- 2017 Чарльз А. Бейхман[en]
- 2019 Габріела Гонсалес
- 2021 Хайно Фальке
- 2023 You-Hua Chu[en]